# Inter&Co體育場
Inter&Co體育場（英語：Inter&Co Stadium），原名奧蘭多城體育場（Orlando City Stadium）和Exploria體育場（Exploria Stadium），是一座位於美國佛羅里達州奧蘭多市中心的專業足球場。它是奧蘭多城SC的主場，2015年後也成為其國家女子足球聯賽姊妹隊奧蘭多榮耀的主場。

## 外部連結
- City of Orlando Venues: MLS Soccer Stadium （页面存档备份，存于）
- 奧蘭多城體育場 （页面存档备份，存于）在奧蘭多城SC

| 前任： 露營世界體育場 | 奧蘭多城SC主場 2017年至今 | 繼任： 當前 |
| 前任： 露營世界體育場 | 奧蘭多榮耀主場 2017年至今 | 繼任： 當前 |